# Primeiro Gabinete Kohl
| Cargo                                                              | Imagem    | Incumbente                           | Partido | Partido | Secretário de Estado Parlamentar e Ministro de Estado | Partido |
| ------------------------------------------------------------------ | --------- | ------------------------------------ | ------- | ------- | ----------------------------------------------------- | ------- |
| Chanceler                                                          | zentriert | Helmut Kohl (* 1930)                 |         | CDU     | Philipp Jenninger Friedrich Vogel Peter Lorenz        | CDU     |
| Vice-Chanceler                                                     | zentriert | Hans-Dietrich Genscher (* 1927)      |         | FDP     | –                                                     | –       |
| Ministro das Relações Exteriores                                   | zentriert | Hans-Dietrich Genscher (* 1927)      |         | FDP     | Alois Mertes Jürgen Möllemann                         | CDU FDP |
| Ministro do Interior                                               | zentriert | Friedrich Zimmermann (1925–2012)     |         | CSU     | Carl-Dieter Spranger Horst Waffenschmidt              | CSU CDU |
| Ministro da Justiça                                                | zentriert | Hans Arnold Engelhard (1934–2008)    |         | FDP     | Hans Hugo Klein                                       | CDU     |
| Ministro das Finanças                                              | zentriert | Gerhard Stoltenberg (1928–2001)      |         | CDU     | Hansjörg Häfele Friedrich Voss                        | CDU CSU |
| Ministro da Economia e Tecnologia                                  | zentriert | Otto Graf Lambsdorff (1926–2009)     |         | FDP     | Martin Grüner                                         | FDP     |
| Ministro da Nutrição, Agricultura e Defesa do Consumidor           | zentriert | Josef Ertl (1925–2000)               |         | FDP     | Georg Gallus                                          | FDP     |
| Ministro de Intra-Relações                                         | zentriert | Rainer Barzel (1924–2006)            |         | CDU     | Ottfried Hennig                                       | CDU     |
| Ministro do Trabalho e Relações Sociais                            | zentriert | Norbert Blüm (* 1935)                |         | CDU     | Wolfgang Vogt Heinrich Franke                         | CDU     |
| Ministro da Defesa                                                 | zentriert | Manfred Wörner (1934–1994)           |         | CDU     | Peter Kurt Würzbach Kurt Jung                         | CDU FDP |
| Ministro da Família, Idosos, Mulheres e Juventude                  | zentriert | Heiner Geißler (* 1930)              |         | CDU     | Irmgard Karwatzki                                     | CDU     |
| Ministro dos Transportes, Construção e Desenvolvimento das Cidades | zentriert | Werner Dollinger (1918–2008)         |         | CSU     | Dieter Schulte                                        | CDU     |
| Ministro Postal e de Telecomunicações                              | zentriert | Christian Schwarz-Schilling (* 1930) |         | CDU     | Wilhelm Rawe                                          | CDU     |
| Ministro dos Transportes, Construção e Desenvolvimento das Cidades |           | Oscar Schneider (* 1927)             |         | CSU     | Friedrich-Adolf Jahn                                  | CDU     |
| Forschung und Technologie                                          | zentriert | Heinz Riesenhuber (* 1935)           |         | CDU     | Albert Probst                                         | CSU     |
| Ministro da Educação e Pesquisa                                    | zentriert | Dorothee Wilms (* 1929)              |         | CDU     | Anton Pfeifer                                         | CDU     |
| Ministro para Cooperação e Desenvolvimento                         |           | Jürgen Warnke (1932–2013)            |         | CSU     | Volkmar Köhler                                        | CDU     |